# Chris Bailey (autor)
Chris Bailey (nacido en 1989) es un escritor y consultor de productividad canadiense, y autor de The Productivity Project (2016) y Hyperfocus (2018).

## Vida personal y Educación
Bailey nació en Red Deer, Alberta, y se crio en Belleville, Ontario, Canadá. Empezó a interesarse por la productividad en el instituto, tras leer el libro de David Allen Getting Things Done (2001). Se trasladó a Ottawa, Ontario, para asistir a la Universidad de Carleton, y se graduó en la Escuela de Negocios Sprott en 2013. Bailey vive en Kingston, Ontario, con su esposa, Ardyn Nordstrom.

## Carrera

### The Productivity Project
Después de la universidad, Chris Bailey se tomó un año sabático para investigar y llevar a cabo experimentos sobre productividad en sí mismo, documentando sus experiencias en su blog, Un año de productividad (que posteriormente pasó a llamarse Una vida de productividad). Comenzó el proyecto de un año de duración en mayo de 2013, probando nuevas y viejas teorías de productividad a través de experimentos que incluían vivir en reclusión durante 10 días; limitar el uso de su teléfono inteligente a una hora al día durante 3 meses; levantarse a las 5:30 a. m. cada mañana; y experimentar con semanas de trabajo de duración variable, entre 20 horas y 90 horas, para encontrar la duración óptima de la semana laboral. Vio 296 charlas TED (unas 70 horas) en 7 días, y luego recopiló en su blog listas de 100 cosas que aprendió, las 7 características de los oradores TED más eficaces y 10 charlas TED que uno puede ver para ser más productivo.
Las ideas y estrategias aprendidas de estos experimentos, así como de las entrevistas con otros expertos en la materia, se recopilaron en su libro de 2016 El proyecto de productividad, un bestselle r canadiense de no ficción y el libro de audio de no ficción más vendido en Audible.com durante la semana que terminó el 15 de julio de 2016. The Globe and Mail nombró The Productivity Project como uno de los 10 mejores libros de gestión y negocios de 2016, y la revista Fortune lo nombró como uno de los tres mejores libros de negocios del año. La traducción al chino mandarín fue el libro de finanzas empresariales más vendido en Taiwán.
Los principios fundamentales del libro consisten en aprender a gestionar el tiempo, la energía y la atención. Entre otras tácticas de productividad, Bailey habla de las ventajas de encontrar el "prime time" biológico de cada uno (el momento único del día en que una persona tiene su mayor nivel de energía) y de dedicar ese tiempo a la realización de tareas importantes, mediante la creación de una lista de tareas diarias limitada a las tres cosas más importantes que hay que realizar ese día. Además de una lista de tareas pendientes, Bailey recomienda llevar una lista de "cosas hechas" con los logros más importantes de cada uno, añadiéndola cada semana y revisándola todos los domingos para obtener inspiración para la semana siguiente. También aconseja sentarse a solas en una habitación durante 15 minutos, dejar que el cerebro se asombre y tomar notas con un bolígrafo y un papel, un concepto adaptado del neurocientífico cognitivo Daniel Levitin.
Bailey también ha aconsejado que, para ser más eficiente mientras se ve la televisión, se pueden realizar simultáneamente tareas cotidianas sin sentido en la casa, como lavar la ropa, hacer ejercicio o lavar los platos. Sugiere retrasar el consumo de café hasta antes de emprender una tarea importante para aprovechar al máximo el impulso energético resultante, en lugar de beber café automáticamente a la misma hora cada día. Ha afirmado que en el lugar de trabajo, los empresarios deberían centrarse en los logros de los empleados en lugar de en lo tarde que se quedan en el trabajo, para enfatizar la calidad sobre la cantidad. En cuanto a los correos electrónicos de trabajo, Bailey aconseja que sean breves (tres frases o menos), que se envíen a primera hora de la jornada laboral y que se espere a responder para tener más información y dar tiempo a elaborar un mensaje sucinto y eficaz.
En TEDxLiverpool, en 2016, pronunció la charla "Un enfoque más humano de la productividad", en la que animaba a las personas a fijarse tres intenciones cada día y a centrarse en la consecución de esos objetivos.

### Hyperfocus
El segundo libro de Bailey, Hyperfocus, fue publicado por Viking Press el 28 de agosto de 2018. Para el libro, llevó a cabo un experimento de investigación de un año para determinar cómo las personas pueden ser lo más productivas posible cada día, en un mundo lleno de distracciones tecnológicas sin parar. El libro ofrece consejos para mantener y controlar la concentración, determinar las prioridades y minimizar las interrupciones para aumentar la productividad. Está dividido en dos secciones: la primera, sobre la hiperconcentración, es decir, ser productivo dedicando toda la atención a completar una tarea; y la segunda, sobre la dispersión, en la que se permite que la mente divague, lo que favorece la creatividad y puede ayudar a recargar las pilas. Bailey escribe que se puede aumentar la concentración y mejorar la capacidad de atención reduciendo el tiempo de acceso a Internet, dejando que la atención divague, y centrándose en construir una capacidad de atención de calidad. Recomienda métodos como mantener los correos electrónicos breves (cinco frases o menos; si una respuesta requiere más, hace una llamada telefónica), responder a los correos electrónicos en lotes y desactivar las notificaciones del correo electrónico. Recomienda meditar a diario para aumentar la productividad y establecer propósitos diarios, semanales y anuales.

### Libros
- The Productivity Project: Accomplishing More by Managing Your Time, Attention, and Energy (Crown Business / Penguin Random House, January 5, 2016, ISBN 978-1101904053)
- Hyperfocus: How to Be More Productive in a World of Distraction  (Viking Press, August 28, 2018, ISBN 978-0525522232)

### Artículos
- "10 Lessons I Learned from a Year of Productivity Experiments" – Lifehacker, June 3, 2014
- "Slacker success: Why working 20 hours a week is more effective than 90" – National Post, December 31, 2015
- "How Keeping Track of These Two Things Totally Transformed My Productivity" – Fast Company, January 6, 2016
- "5 Research-Based Strategies for Overcoming Procrastination" – Harvard Business Review, October 4, 2017
- "Distracted? Work Harder!" – The New York Times, August 25, 2018
- "4 Strategies for Overcoming Distraction" – Harvard Business Review, August 30, 2018
- "Time management isn’t the problem – our attention span is" – The Globe and Mail, November 2, 2018